# 八掌溪

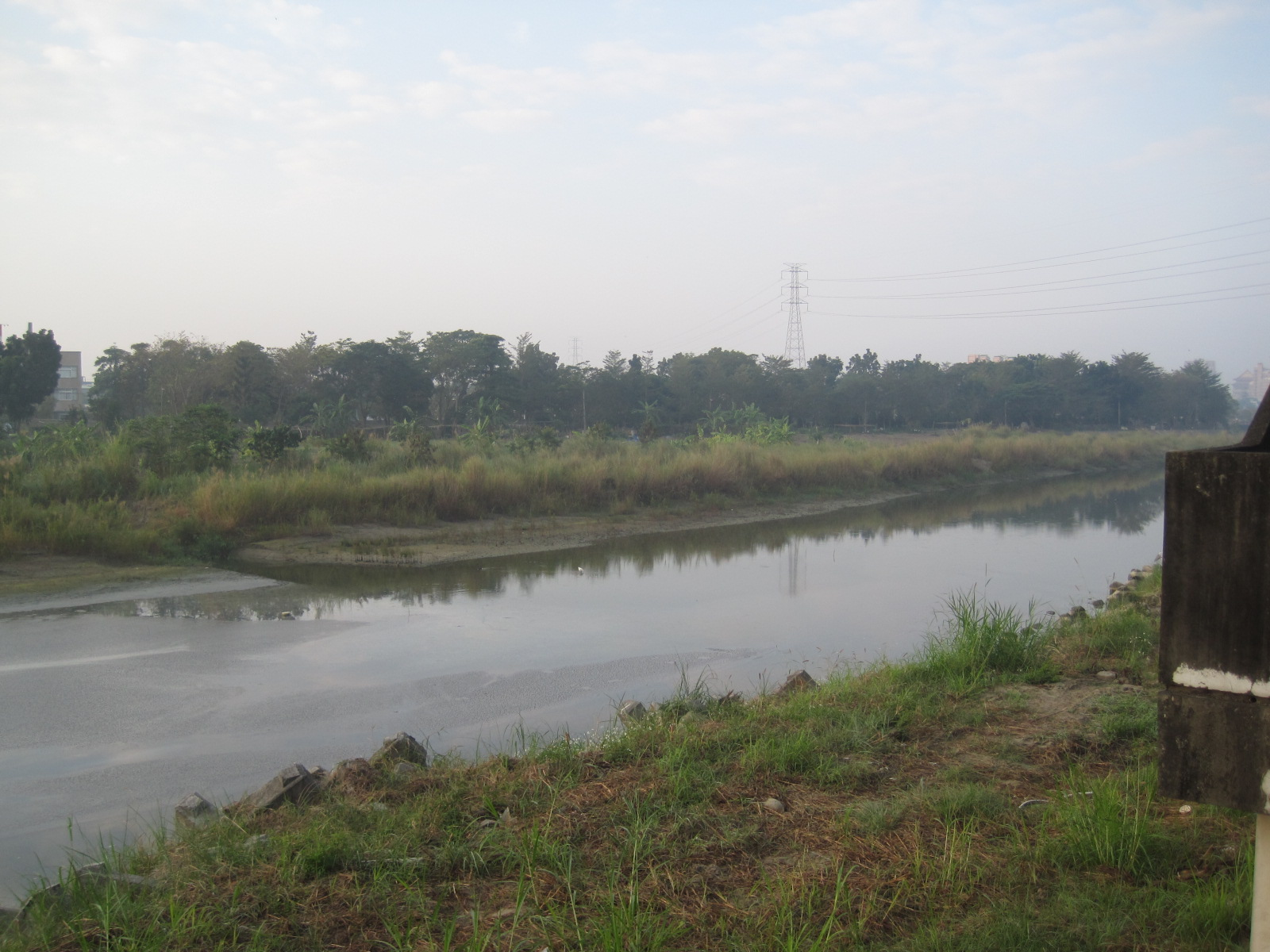
嘉義市彌陀寺前的八掌溪

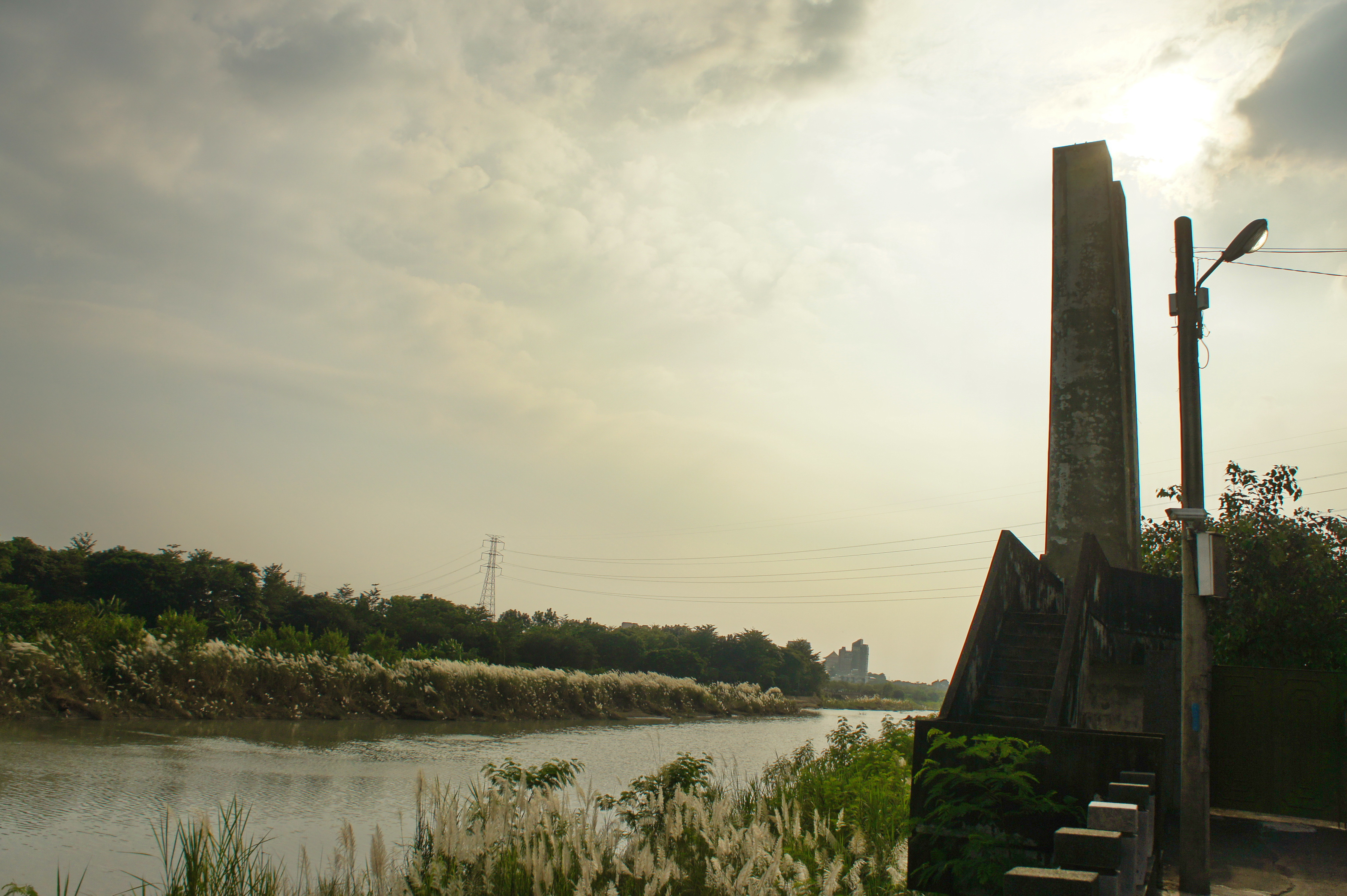
臺灣嘉義市八獎溪及「八掌溪義渡鐵線橋」橋墩遺跡

八掌溪，位於臺灣中南部，屬於中央管河川，是臺南市與嘉義縣的直轄市／縣界溪、嘉義縣與嘉義市的縣市界溪，全長約有80.86公里，流經嘉義縣的義竹鄉、布袋鎮、鹿草鄉、水上鄉；嘉義市西區、東區；嘉義縣中埔鄉、番路鄉；還有臺南市的北門區、學甲區、鹽水區、後壁區、白河區。流域面積約有474.74平方公里。平均坡度為1:42。
八掌溪發源於嘉義縣海拔1940公尺的竹崎鄉奮起湖。於嘉義縣布袋鎮虎尾寮入海。支流為赤蘭溪、頭前溪。

## 歷史
八掌溪的流域中現今並無「八掌」的地名，很多人因此認為溪名由來不是基於地名而來。最常見的說法是，此河坡度較平緩，支流甚多，高達八條以上有如掌形因而得名，但學者認為屬於望文生義的傳說。
荷蘭文獻記錄西班牙人所稱的，意為「忍耐河」，因為此河水流很強，就算最強壯的原住民也要二三十人緊靠才敢渡河，須要極大的努力與忍耐，學者鄭維中以台語「八掌溪」音譯。荷蘭文獻與地圖另有記載在陸地上的地名和溪名，為麻豆與哆囉嘓之間的溪名，翁佳音認為即是指「八掌」與今「八掌溪」，可能源自原住民語。:126-129
清治17世紀末郁永河《裨海記遊》有「夜渡急水、八掌等溪」，其他文獻也有稱八槳溪、八撐溪、八獎溪，皆為採閩南語音，而出現的異字寫法。亦有說法認為是以八槳船為名，然有反駁認為此溪並不寬，以竹筏即可擺渡，用到八槳船不合常理。推定1810年前後繪製的《嘉慶年手繪台灣輿圖》，以及1879年《台灣輿圖並說》記有「八掌庄」、「下八掌庄」與「八掌溪」。:126-129
日治時期早期作八獎溪，1921年改為今名。
八掌溪穿越丘陵、台地腹部，是沖積氾濫平原、河口輸沙淤積的管道來源之一。山麓沖積扇最為明顯，規模也最大，此和其經過斷層有關，八掌溪經過觸口斷層，容易形成沖積扇。八掌溪容易發生河川氾濫，是台南溪河比洪流量（最大瞬時流量/集水面積）的最高值，長期以來屢次造成河流溢流改道，劇烈影響海岸地形變遷、人群移居遷徙。自清初有記錄以來，八掌溪共改變河道5次，河道擺幅20公里，發生週期平均60年一次。
八掌溪為距今3,300年前延續將近1,500年的大湖文化，與距今2000年前鐵器時期蔦松文化的分布北界:22,40-47
。
2000年7月22日傍晚，八掌溪溪水突然暴漲，正在河床上施工的其中四名工人走避不及受困溪中，互相緊抱等待救援，但官方與各界2小時的救援嘗試皆失敗，最後在家屬與全國電視現場直播觀眾的注視下被洪流沖走而盡皆罹難。:126-129

## 水系主要河川
以下由下游至源頭列出水系主要河川，其中粗體字為主流河道。
- 八掌溪：嘉義縣、台南市、嘉義市 - 80.86公里
  - 頭前溪：嘉義縣水上鄉、台南市白河區、嘉義縣中埔鄉
  - 赤蘭溪：嘉義縣水上鄉、中埔鄉
    - 澐水溪（溫水溪）：嘉義縣水上鄉、中埔鄉
      - 石硦溪：嘉義縣中埔鄉
        - 尖山溪：嘉義縣中埔鄉
        - 蕉仔湖溪：嘉義縣中埔鄉

      - 凍子腳溪：嘉義縣中埔鄉
      - 大湖底溪：嘉義縣中埔鄉

    - 後坑子溪：嘉義縣中埔鄉
    - 灣潭溪：嘉義縣中埔鄉
    - 崠腳溪：嘉義縣中埔鄉

  - 獨座溪：嘉義縣番路鄉
  - 江某溪：嘉義縣番路鄉

## 主要橋樑
以下由河口至源頭列出主流上之主要橋樑：
- 嘉南大橋（省道台61線、台17線共線）
- 厚生橋（省道台19線）
- 汫水港大橋（鄉道嘉南31線）
- 八掌溪橋（台灣高鐵）
- 八掌二橋（鄉道南85線）
- 八掌溪橋（國道1號）
- 周行橋（台糖鐵路）
- 八掌溪橋（省道台1線）
- 八掌溪橋（台鐵西部幹線）
- 八掌溪渡槽（嘉南大圳）
- 高架八掌溪橋（省道台82線）
- 通合大橋（縣道168號）

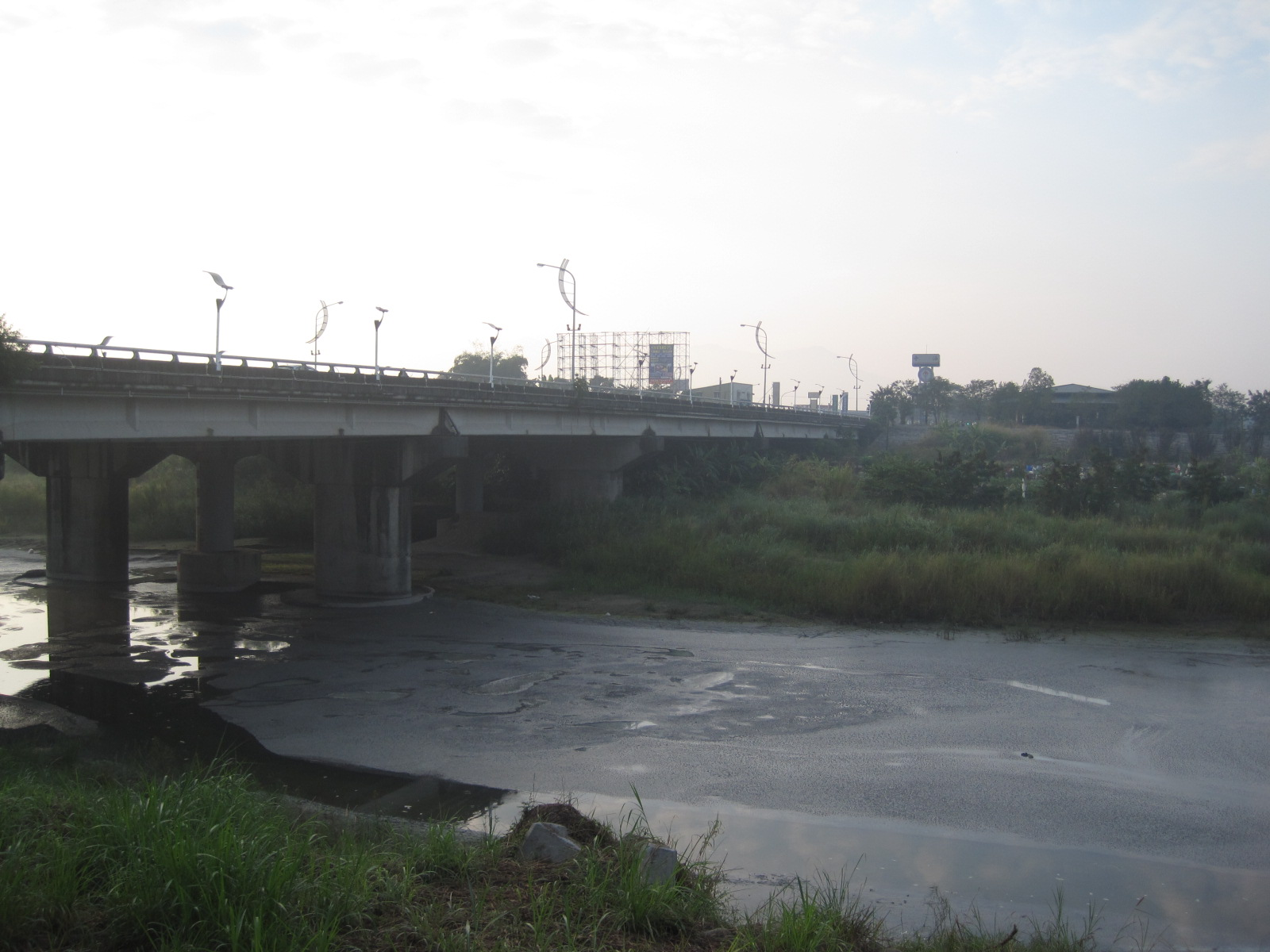
嘉義市與中埔鄉之間的忠義橋

- 永欽一號橋（鄉道嘉市13線、市嘉南13線（湖子內路））
- 軍輝橋（省道台18線（吳鳳南路））
- 行嘉吊橋
- 忠義橋（鄉道嘉市9線（彌陀路）、嘉139線）
- 彌陀映月橋
- 八掌溪橋（國道3號）
- 仁義潭大橋（潭情路）
- 吳鳳橋（省道台3線）
- 五虎寮橋（省道台18線）
- 情人吊橋
- 觸口橋（省道台18線）
- 地久吊橋
- 草林橋
- 濁水溪橋（縣道159甲線）

## 相關
- 八掌溪事件
- 中央管河川
- 台灣河流列表
- 台灣河流長度列表

## 外部連結
- （繁體中文）讓我們看河去(重要河川)-- 八掌溪-經濟部水利署